# Olympiada Patron
Olympiada Patron (griechisch: Ολυμπιάδα Πατρών) ist eine griechische Basketballmannschaft aus Patras und spielt derzeit in der Griechischen A2 Liga, der zweithöchsten Liga des Landes.
Der 1961 auf der Peloponnes gegründete Verein stieg im Sommer 2006 erstmals in die höchste griechische Spielklasse auf, nachdem dieser in der Saison zuvor die Meisterschaft in der zweiten Liga (A2-Liga) gewinnen konnte.

## Bekannte ehemalige Spieler
- Nikolaos Boudouris

## Weitere Sportabteilungen
Neben der Basketballabteilung verfügt Olympiada auch über eine Volleyball- sowie Leichtathletikabteilung.